# Баризон II
Баризон II (італ. Barisone II; — 1186) — 12-й юдик (володар) Арборейської юдикату у 1147—1186 роках, 1-й король Сардинії в 1164—1165 роках.

## Життєпис
Походив з династії Лакон-Серра. Син Коміти II, юдика Арбореї. Про дату народження нічого невідомо. Після поразки 1147 року стрийка Орцокко III посів трон. Ймовірно Баризон II доклав до цього зусиль. Відновив союзні стосунки з Пізанською республікою. Також дотримувався дружніх відносин з Папським престолом. Того ж року разом з Віллано, архієпископом Пізи, був присутній на освяченні церкви Св. Марії в Бонаркадо, що належало Арборейському юдикату. Невдовзі ініціював збори представників усіх юдикатів Сардинії, на яких було домовлено про загальносардинський мир.
1157 року вирішив переорієнтуватися на союз з Генуєю та графством Барселонським, що закріпив укладанням шлюб з представницею Барселонського дому. Для цього Баризон II розлучився з першою дружиною Пеллегриною зі знатного роду Лакон. Після цього спільно з Барселоною і Генуєю намагався захистити християнські землі від нападів піратів з Майоркської тайфи.
1162 року з початком війни між Генуєю і Пізою Баризон II підтримав першу. Водночас виступив проти П'єтро Торхіторіо III, юдика Кальярі, оскільки вважав того незаконним володарем. 1163 року війська Арборейського юдикату зайняти Кальярський юдикат, а П'єтро Торхіторіо III втік до Торреського юдикату. Цим було послаблено вплив Пізи на півдні Сардинії. Втім вже у 1164 році військо Торреського юдикату і Пізанської республіки перемогли Баризона II, відвоювали Кальярі, вдерлися до Арбореї. Втім Баризон II зумів відбити напад на замок Кабрас, внаслідок чого ворог відступив.
У 1164 році діяв спільно з Генуезькою республікою. Також налагодив дружні стосунки з імператором Фрідріхом I, якого визнав своїм сюзереном. 10 серпня того ж року імператор проголосив Баризона II королем Сардинії на церемонії в соборі Сан-Сіро в Павії. Натмоість новостверджений король зобов'язався щорічно сплачувати 4 тис. срібних марок. У вересні Баризон II підписав договір з Генуєю про отримання позик та військової допомоги, гарантуючи в обмін право торгуватися на своїй території, використання порту Ористано та замків Аркуленту та Мармілла як гарантії подальшої виплати коштів.
Втім 1165 року, коли Баризон II не зміг виплатити визначені кошти, його запросили до Генуї, де короля Сардинії було підступно схоплено. У квітні того ж року імператор Фрідріх I позбавив Баризона II титула короля Сардинії, оголосивши сувереном цього острова Пізанську архієпархію. У 1168 році Баризон II зміг повернутися до Арбореї, де відновив війну проти Пізи. Того ж року генуезько-пізанська війна завершилася.
Для сплати боргів Генуї вимушен був відправити дружину і шварга як заручників до Генуї. Лише у 1171 року зміг сплатити заборгованість, повернувши рідних до Арбореї. Разом з тим Баризон II опинився у складній ситуації через збереження впливу Пізи на Сардинії та утримання миру між Генуезькою і Пізанською республіками. Тому звернув увагу на зміцнення союзу з Барселонським графством.
1180 року знову спробував підкорити Кальярський юдикат, але після перших успіхів зазнав поразки. Після цього припинив активну зовнішню політику, зосередившисб на підтримців монастирів, спорудженні нових церков. Помер 1186 року. Йому спадкував син П'єтро I.

## Родина
1. Дружина — Пеллегріна де Лакон
Діти:
- П'єтро (д/н—1206), юдик Арбореї
- Баризон Адорне (д/н—1189)
- Сусанна, дружина Костянтина, сина Коміти I, юдика Галлури
- Сініспелла, дружина: 1) Уго Понсо де Кервера; 2) Коміта I, юдик Торресу

2. Дружина — Агальбурса, донька Понса I де Кервера й Альмодіс (доньки Рамон-Беренгера III, графа Барселони
дітей не було